# Ejakulacja u kobiet

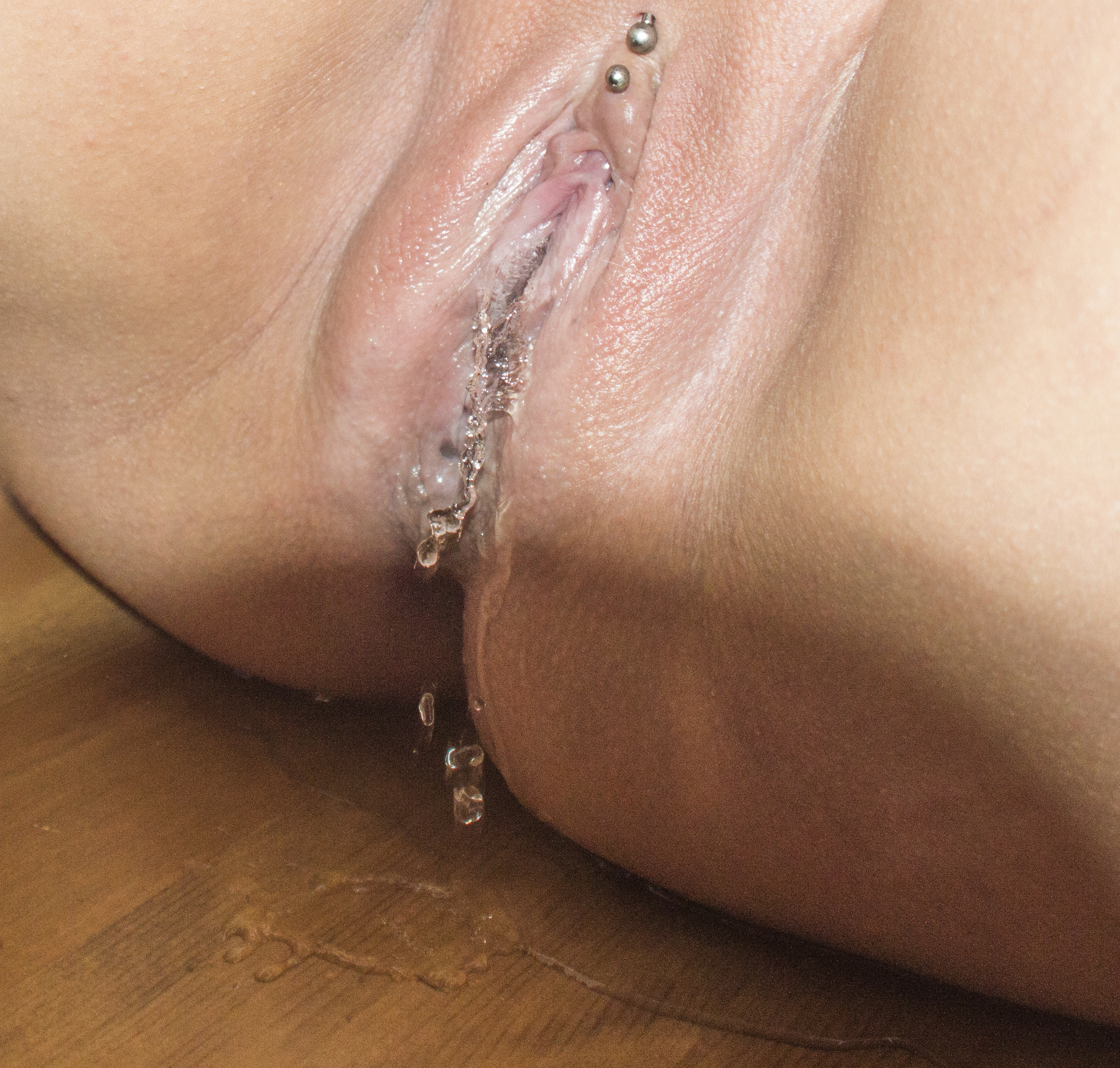
Przykład kobiecego wytrysku

Ejakulacja u kobiet – wyrzucenie zauważalnej objętości płynu z cewki moczowej, gruczołów przycewkowych lub pochwy podczas stymulacji seksualnej, w trakcie orgazmu lub w niewielkim odstępie czasowym od niego.
Przez większą część XX wieku debatowano na temat istnienia zjawiska, a w ostatnich czasach dochodziło do mylenia u kobiet nietrzymania moczu z wytryskiem. Badania z lat 80. XX w. i późniejszych wykazują, że zjawisko nie jest związane z moczem.
Niektóre badania wskazują, że ejakulacja u kobiet następuje w wyniku stymulacji punktu G (nazwanego tak od dr. Ernsta Gräfenberga), który ma się znajdować na przedniej ścianie pochwy.

## Historia i debata naukowa
Na temat wytrysku kobiet dyskutowano pod kątem anatomicznym, medycznym i biologicznym od czasów epoki klasycznej starożytnej. Grecki filozof Arystoteles zauważył istnienie ejakulacji u kobiet, a rzymski lekarz Galen (II wiek) opisał „żeńską prostatę”. Renesansowy włoski anatom Renaldus Columbus odniósł się do kobiecej ejakulacji w wyjaśnieniu funkcji łechtaczki. W XVII wieku holenderski anatom Regnier de Graaf napisał podręcznik anatomii kobiet i wspomniał o „wypadającym” płynie, „wychodzącym w jednym wytrysku” w czasie seksualnego podniecenia kobiety.
Do lat 80. XX w. żeńska ejakulacja była w większości ignorowana przez środowisko medyczne. W tym czasie temat odrodził się za sprawą bestselerowej książki Punkt G (The G-Spot) Ladasa, Whipple i Perry’ego. Książka była nie tylko nakierowana na wiarygodność istnienia punktu G, ale także zwrócenie uwagi środowisku medycznemu na zagadnienie wytrysku u kobiet.
Obecnie duża część społeczności naukowej uznaje faktyczność zjawiska, ale istnieją spore braki solidnych danych wyjaśniających fizjologię ejakulacji lub określających samo źródło płynu.
Badania zostały przeprowadzone przez Beverly Whipple, Johna Perry’ego, Gary’ego Schubacka, Milana Zaviacica i Francisca Cabello Santamaria, lecz ich odkrycia mają ograniczony charakter. Obecne dane nie podają dokładnie miejsca pochodzenia płynu, ale analizy chemiczne wykazały, że płyn tylko czasem zawiera ślady moczu, natomiast najczęściej można w nim wykazać chemiczne markery dla prostaty (męskiej czy żeńskiej).
Najnowsze badania wskazują na możliwość produkcji ejakulatu przez wszystkie kobiety, nawet jeśli nie są tego świadome. Wyrzucany lub uwalniany płyn nie jest moczem. Jest to ciecz o odczynie zasadowym, wydzielana przez gruczoły przycewkowe, które produkują antygen specyficzny dla prostaty (PSA) oraz sterczową kwaśną fosfatazę (PAP).
Gruczoł Skenego produkuje też uteroglobulinę, czyli tzw. ludzkie białko 1 (ang. human protein 1, urine protein 1), o którym uprzednio sądzono, że wytwarzane jest jedynie przez gruczoł krokowy. Badania wykazały, że 54–60% kobiet doświadczyło wydzielenia płynu w czasie orgazmu, wśród których 6% podaje występowanie regularnych, dynamicznych ejakulacji i dodatkowe 13% stwierdzających, że zdarzają się im takie sporadycznie. Dr Shubach wierzy, że „większość kobiet, przeważająca część” jest zdolna do ejakulacji.

## Badania naukowe
Przeprowadzono wiele badań naukowych nad płynem uwalnianym w czasie kobiecej ejakulacji, aby określić jego charakterystykę chemiczną. Analiza chemiczna wykazała obecność następujących związków:
- glukozy i fruktozy (także występującej w nasieniu);
- specyficznego antygenu prostaty (PSA), białka męskiego ejakulatu, produkowanego przez gruczoł krokowy, a u kobiet najprawdopodobniej przez gruczoły przedsionkowe mniejsze;
- bardzo niskie poziomy kreatyniny i mocznika (dwóch głównych markerów chemicznych moczu, znajdowanych w dużych ilościach w analizach pre- i postejakulacyjnych moczu)[15].

W 1988 profesor Milan Zaviacic, kierownik Instytutu Patologii na Uniwersytecie Komeńskiego w Bratysławie opublikował badanie na pięciu kobietach, które były pacjentkami oddziału leczenia bezpłodności w szpitalu ginekologiczno-położniczym i polegało na zbadaniu próbek ejakulatu. Wszystkie próbki od jednej z uczestniczek i jedna z czterech od drugiej zostały pobrane w laboratorium. Reszta została pobrana w domach i przewieziona do laboratorium w lodzie. W czterech przypadkach na pięć próbki zostały przebadane w ciągu 3 godzin od pobrania, a w piątym po 3 miesiącach. Wyniki we wszystkich przypadkach wykazały wyższe stężenia fruktozy w ejakulacie niż moczu uczestniczek.
W 1997 dr F. Cabello Santamaria przeanalizował mocz pod kątem PSA przy użyciu mikrocząsteczkowego odczynu immunoenzymatycznego i okazało się, że 75% próbek moczu pobranych po orgazmie wykazywało wyższe stężenia PSA niż w przypadku próbek moczu pobranych przed orgazmem. Płyn zebrany w czasie orgazmu wykazywał obecność PSA w 100% próbek.
W 2002 roku Emmanuele Jannini z Uniwersytetu w L’Aquili zaproponowała wyjaśnienie zjawiska, a także częste zaprzeczenia jego istnienia: ujścia gruczołów przedsionkowych są najczęściej wielkości główki od szpilki i różnią się wielkością u kobiet do tego stopnia, że czasem wydaje się, iż go nie posiadają. Jeśli gruczoły przedsionkowe mniejsze są odpowiedzialne za kobiecą ejakulację, może to wyjaśniać nieobecność zjawiska u wielu kobiet.
Wytrysk wsteczny, przy którym płyn wędruje z cewki do pęcherza moczowego (obserwowany u 75% badanych) może również przyczyniać się do obserwowanej nieobecności.

## „Żeńska prostata” i ejakulacja u kobiet
Kobiety nie posiadają dokładnego odpowiednika prostaty, która jest częścią męskiego układu rozrodczego. Posiadają natomiast struktury homologiczne do prostaty, to znaczy rozwinięte z tych samych tkanek zarodkowych. Są nimi parzyste gruczoły przedsionkowe mniejsze (przycewkowe) blisko ujścia cewki moczowej.
Rozmiary i struktura gruczołów przedsionkowych mniejszych mogą różnić się znacznie pomiędzy kobietami. Płyn, który produkują, jest podobny do płynu produkowanego przez gruczoł sterczowy u mężczyzn i podobnie jak u nich trafia do cewki moczowej, a w pewnych przypadkach może trafić do pochwy. Gruczoły wypełniają się płynem w czasie podniecenia seksualnego i można je wyczuć przez ścianę pochwy. Obrzęk tkanki otaczającej cewkę może wynikać z łącznego efektu wypełnionych płynem gruczołów oraz wypełnionego krwią ciała gąbczastego.
Rytmiczne skurcze występujące w czasie orgazmu powodują wyrzucenie zgromadzonego płynu, który jest składnikiem kobiecego ejakulatu. Objętość uwalnianego płynu może być znaczna ze względu na powtarzające się napełnianie i opróżnianie gruczołów w czasie orgazmu.